# ماسح أمن تطبيقات الويب
ماسح أمن تطبيقات الويب (Invicti) هو برنامج يتصل مع تطبيقات الويب من خلال الواجهة الأمامية على شبكة الإنترنت على أن يوضح الحماية المحتمله لنقاط الضعف والضعف المعماري في تطبيقات الويب. ماسح أمن تطبيقات الويب لايوجد لديه تصريح مرور لشفرة المصدر وبالتالي يمكنه كشف نقاط الضعف من خلال الهجوم الفعّال.
تطبيقات الويب كانت ولا زالت برامج مشهوره من عام 2000 حتى الآن، والسبب يعود إلى سماح المستخدمين للتجارب المفعلّة من خلال الإنترنت، بدلا من ان تكون صفحة الويب ساكنه من غير تفعيل. المستخدمون يمكنهم فتح حساب شخصي لهم، إضافة أي محتوى، البحث عن قواعد البيانات وإكمال المعاملات.
يستفيد الكثير من العملاء من هذه التطبيقات، مع أخذ الحذر من هجمات القراصنة والتسريبات من الداخل عند القيام بتخزين المعلومات الخاصة في تطبيقات الويب. وفقا لخصوصية (Privacy Rights Clearinghouse)، أكثر من 18 مليون من سجلات العملاء تعرضت لما يثير الشبهة في عام 2012 بسبب الضوابط الأمنية الغير كافية على بيانات الشركات وتطبيقات الويب.
ماسح أمن تطبيقات الويب يسهل المراجعة الآلية للتطبيقات على شبكة الإنترنت من أجل اكتشاف الثغرات الأمنية. يمكن لماسح تطبيقات الويب رصد مجموعة واسعة من نقاط الضعف، مع الحاجة إلى الامتثال للمتطلبات التنظيمية المختلفة. مثل التحقق من صحة الإدخال / الإخراج: (مثل البرامج النصية عبر المواقع وإدخال SQL) ومشاكل محدده في التطبيقات 

## وصلات خارجية
- Web Application Security Scanner Evaluation Criteria from the Web Application Security Consortium (WASC)
- Web Application Vulnerability Scanners, a wiki operated by the المعهد الوطني للمعايير والتقنية
- Challenges faced by automated web application security assessment from Robert Auger
- The WASC security scanner list
- List of Web-based Application Scanners, Mosaic Security Research
- Identifying Web Applications from Fabian Mihailowitsch